# Grande Prêmio da Espanha de 2005
O Grande Prêmio da Espanha de 2005 foi uma corrida de Fórmula 1, que aconteceu entre 6 e 8 de maio de 2005, no Circuit de Catalunya. Esta foi a quinta etapa da temporada de 2005, tendo como vencedor o finlandês Kimi Kimi Räikkönen.

## Resumo
- Os dois pilotos da BAR Honda não disputaram a corrida, devido a desqualificação do Grande Prêmio de San Marino. A equipe também foi banida do GP seguinte, o de Mônaco.

## Pilotos de sexta-feira
| Construtor        | Nº | Piloto           |
| ----------------- | -- | ---------------- |
| McLaren-Mercedes  | 35 | Pedro de la Rosa |
| Sauber-Petronas   |    | n/d              |
| Red Bull-Cosworth | 36 | Christian Klien  |
| Toyota            | 37 | Ricardo Zonta    |
| Jordan-Toyota     | 38 | Robert Doornbos  |
| Minardi-Cosworth  |    | n/d              |

## Classificação

### Treinos oficiais
| Pos.   | Nº | Piloto               | Equipe            | Q1       | Q2        | Q1+Q2     | Grid |
| ------ | -- | -------------------- | ----------------- | -------- | --------- | --------- | ---- |
| 1      | 9  | Kimi Räikkönen       | McLaren-Mercedes  | 1:14.819 | 1:16.602  | 2:31.421  | 1    |
| 2      | 7  | Mark Webber          | Williams-BMW      | 1:15.042 | 1:16.626  | 2:31.668  | 2    |
| 3      | 5  | Fernando Alonso      | Renault           | 1:14.811 | 1:16.880  | 2:31.691  | 3    |
| 4      | 17 | Ralf Schumacher      | Toyota            | 1:14.870 | 1:17.047  | 2:31.917  | 4    |
| 5      | 16 | Jarno Trulli         | Toyota            | 1:14.795 | 1:17.200  | 2:31.995  | 5    |
| 6      | 6  | Giancarlo Fisichella | Renault           | 1:15.601 | 1:17.229  | 2:32.830  | 6    |
| 7      | 10 | Juan Pablo Montoya   | McLaren-Mercedes  | 1:15.902 | 1:17.570  | 2:33.472  | 7    |
| 8      | 1  | Michael Schumacher   | Ferrari           | 1:15.398 | 1:18.153  | 2:33.551  | 8    |
| 9      | 14 | David Coulthard      | Red Bull-Cosworth | 1:15.795 | 1:18.373  | 2:34.168  | 9    |
| 10     | 12 | Felipe Massa         | Sauber-Petronas   | 1:15.863 | 1:18.361  | 2:34.224  | 10   |
| 11     | 15 | Vitantonio Liuzzi    | Red Bull-Cosworth | 1:16.288 | 1:19.014  | 2:35.302  | 11   |
| 12     | 11 | Jacques Villeneuve   | Sauber-Petronas   | 1:16.794 | 1:19.686  | 2:36.480  | 12   |
| 13     | 19 | Narain Karthikeyan   | Jordan-Toyota     | 1:18.557 | 1:20.711  | 2:39.268  | 13   |
| 14     | 18 | Tiago Monteiro       | Jordan-Toyota     | 1:19.040 | 1:20.903  | 2:39.943  | 14   |
| 15     | 21 | Christijan Albers    | Minardi-Cosworth  | 1:19.563 | 1:21.578  | 2:41.141  | 15   |
| 16     | 20 | Patrick Friesacher   | Minardi-Cosworth  | 1:20.306 | 1:22.453  | 2:42.759  | 16   |
| 17     | 8  | Nick Heidfeld        | Williams-BMW      | 1:15.038 | sem tempo | sem tempo | 17   |
| 18     | 2  | Rubens Barrichello   | Ferrari           | 1:15.746 | sem tempo | sem tempo | 18   |
| Fonte: |    |                      |                   |          |           |           |      |

### Corrida
| Pos.   | Nº | Piloto               | Construtor        | Voltas | Tempo/Diferença | Grid | Pontos |
| ------ | -- | -------------------- | ----------------- | ------ | --------------- | ---- | ------ |
| 1      | 9  | Kimi Räikkönen       | McLaren-Mercedes  | 66     | 1:27:16.830     | 1    | 10     |
| 2      | 5  | Fernando Alonso      | Renault           | 66     | + 27.652        | 3    | 8      |
| 3      | 16 | Jarno Trulli         | Toyota            | 66     | + 45.947        | 5    | 6      |
| 4      | 17 | Ralf Schumacher      | Toyota            | 66     | + 46.719        | 4    | 5      |
| 5      | 6  | Giancarlo Fisichella | Renault           | 66     | + 57.936        | 6    | 4      |
| 6      | 7  | Mark Webber          | Williams-BMW      | 66     | + 1:08.542      | 2    | 3      |
| 7      | 10 | Juan Pablo Montoya   | McLaren-Mercedes  | 65     | + 1 volta       | 7    | 2      |
| 8      | 14 | David Coulthard      | Red Bull-Cosworth | 65     | + 1 volta       | 9    | 1      |
| 9      | 2  | Rubens Barrichello   | Ferrari           | 65     | + 1 volta       | 16   |        |
| 10     | 8  | Nick Heidfeld        | Williams-BMW      | 65     | + 1 volta       | 17   |        |
| 11     | 12 | Felipe Massa         | Sauber-Petronas   | 63     | Punção          | 10   |        |
| 12     | 18 | Tiago Monteiro       | Jordan-Toyota     | 63     | + 3 voltas      | 18   |        |
| 13     | 19 | Narain Karthikeyan   | Jordan-Toyota     | 63     | + 3 voltas      | 13   |        |
| Ret    | 11 | Jacques Villeneuve   | Sauber-Petronas   | 51     | Motor           | 12   |        |
| Ret    | 1  | Michael Schumacher   | Ferrari           | 46     | Punção          | 8    |        |
| Ret    | 21 | Christijan Albers    | Minardi-Cosworth  | 19     | Câmbio          | 14   |        |
| Ret    | 20 | Patrick Friesacher   | Minardi-Cosworth  | 11     | Rodada          | 15   |        |
| Ret    | 15 | Vitantonio Liuzzi    | Red Bull-Cosworth | 9      | Rodada          | 11   |        |
| Fonte: |    |                      |                   |        |                 |      |        |

## Tabela do campeonato após a corrida
| Pos.   | Piloto               | Pontos |
| ------ | -------------------- | ------ |
| 1      | Fernando Alonso      | 44     |
| 2      | Jarno Trulli         | 26     |
| 3      | Kimi Räikkönen       | 17     |
| 4      | Giancarlo Fisichella | 14     |
| 5      | Ralf Schumacher      | 14     |
| Fonte: |                      |        |

| Pos.   | Equipe           | Pontos |
| ------ | ---------------- | ------ |
| 1      | Renault          | 58     |
| 2      | Toyota           | 40     |
| 3      | McLaren-Mercedes | 37     |
| 4      | Williams-BMW     | 21     |
| 5      | Ferrari          | 18     |
| Fonte: |                  |        |

- Nota: Somente as primeiras cinco posições estão listadas.